# آرابسک

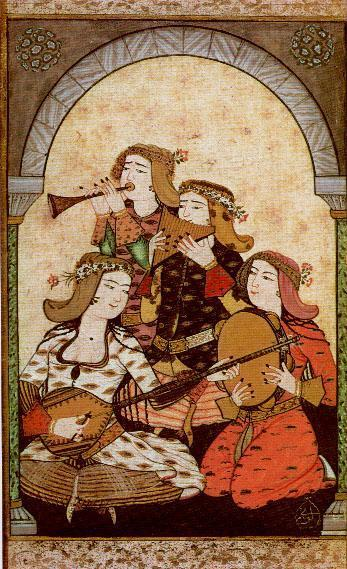
پرتره‌ای از بانوان آربسک‌نواز

آرابسک (به انگلیسی: Arabesque) اصطلاحی است که توسط موسیقی‌دانان ترکیه برای آهنگ‌هایی که ریتم و استیل عربی در موسیقی ترکی دارند گفته می‌شود. آرابسک (به ترکی: Arabesk) سبکی از موسیقی است که در ترکیه ایجاد شده‌است. این ژانر از دهه ۱۹۶۰ تا ۱۹۹۰ در ترکیه محبوبیت خاصی داشت. زیبایی‌شناسی آن در طول دهه‌ها تکامل یافته‌است. ملودی‌های آن به‌ویژه از موسیقی عربی، موسیقی اروپای جنوب شرقی و موسیقی خاورمیانه، از جمله موسیقی باغلاما و فرم‌های موسیقی عثمانی شرقی ، متأثر است. موسیقی عربسک عمدتاً در یک کلید فرعی است، معمولاً در حالت فریژی، و تم‌ها تمایل دارند بر حسرت، مالیخولیا، نزاع و مسائل عشقی تمرکز کنند.
تاریخچه
درصد بسیار کمی از Arabesque منحصراً ابزاری است. برای اکثریت آن، یک خواننده در مرکز موسیقی قرار دارد. خوانندگان مرد در سال‌های اولیه آن بر این سبک تسلط داشتند، اما احتمالاً خوانندگان زن در سال‌های اوج محبوبیت آن غالب بودند. همزمان با هجوم خوانندگان زن، صدا رقصانه تر و شاداب تر شد.
Suat Sayın را عموماً بنیانگذار این ژانر می‌دانند. دیگر خوانندگان معروف قدیمی فردی تایفور، مسلم گورسس و هاکی بولوت هستند. یکی از پرکارترین و از نظر تجاری موفق ابراهیم تاتلیسس است. او در سال‌های اخیر محبوبیت خود را در صحنه آرابسک از طریق ریمیکس کردن آهنگ‌های خود در آهنگ‌های باشگاهی مناسب برای رقص حفظ کرده‌است. آلبوم خالص عربی "Acıların Kadını" (tr: زن دردها) اثر خواننده برگن پرفروش‌ترین آلبوم ترکیه در سال ۱۹۸۶ بود و شاید بتوان آن را یکی از آلبوم‌های کلاسیک این ژانر نامید. برگن در دهه ۱۹۸۰ چندین آلبوم موفق دیگر Arabesque داشت. سایر خوانندگان عبارتند از: ابرو گوندش، صدا سایان و سیبل جان. خوانندگان معزز ارسوی و بولنت ارسوی خود را به عنوان نمایندگان مدرن موسیقی کلاسیک عثمانی معرفی می‌کنند. زرین اوزر همچنین بین سال‌های ۱۹۸۲ تا ۱۹۸۸ آلبوم‌های عربی ساخت، از جمله آلبوم او به نام Mutluluklar Dilerim که در سال ۱۹۸۴ منتشر شد. یکی از نام‌های مهم موسیقی ارابسک که در سال ۲۰۰۰ درگذشت و آثار ماندگاری از خود به جا گذاشت احمد کایا بود. یکی دیگر از نام‌های مهم موسیقی ارابسک که در سال ۲۰۱۲ درگذشت، Azer Bülbül بود.
یکی از موضوعات رایج در آهنگ‌های آرابسک، به تصویر کشیدن بسیار آراسته و دردناک عشق و اشتیاق، همراه با عشق، غم و درد نافرجام است. این موضوع در اوایل دهه ۱۹۶۰ تا ۱۹۷۰ مضمونی از تفاوت‌های طبقاتی داشت، که در طی آن اکثر پیروان این ژانر - عمدتاً طبقه کارگر تا طبقه متوسط رو به پایین - خود را با آنها شناسایی کردند. فاضل سای آهنگساز ترک بارها ژانر عربسک را محکوم و از آن انتقاد کرده‌است و گوش دادن به آهنگ عربیسک را «معادل خیانت» می‌داند.